# 瓦西里·斯滕格
瓦西里·斯滕格（羅馬尼亞語：Vasile Stîngă，1957年1月21日—），罗马尼亚男子手球运动员。他曾代表罗马尼亚国家队参加1980年和1984年夏季奥林匹克运动会手球比赛，获得二枚铜牌。